# 格里馬利夫卡
50°16′46″N 25°3′7″E / 50.27944°N 25.05194°E
格里馬利夫卡（烏克蘭語：Грималівка）是烏克蘭西部的村莊，隸屬利維夫州的佐洛奇夫區。該村面積0.71平方公里，海拔高度195米，2001年人口231，人口密度每平方公里324.44人。